# Lago Ciervo
El lago Ciervo es un cuerpo de agua superficial léntico perteneciente a la cuenca del río Pascua, que está ubicado al oeste de Villa O'Higgins en la Región de Aysén, en Chile.

## Ubicación y descripción
El lago pertenece a un conjunto de lagos cercanos entre sí y distribuidos al noreste del brazo nororiental del lago O'Higgins en el cual descargan sus aguas.

## Población, economía y ecología
SERNATUR la describe como:: 35 
Este lago forma parte de la cadena de lagos que aportan sus aguas al río Mayer, siendo el último en dirección norte sur. Su cercanía a Villa O'HIGGINS lo hacen accesible para actividades de pesca deportiva, navegación y sus alrededores para el trekking y cabalgatas.